# Jumjum
Le jumjum est une langue nilotique occidentale parlée au Soudan dans l’État du Nil Bleu et au Soudan du Sud dans l’État du Nil Supérieur.

## Écriture
| a | ä | b | c | ḍ | e | g | h | i | ï | j | k | l | m |
| n | ṇ | ñ | ŋ | o | p | r | t | ṭ | u | ü | w | y |   |